# Fernand Bonnevie
Pour les articles homonymes, voir Bonnevie.
Fernand Bonnevie, né le 18 janvier 1915 au Fornet à Val-d'Isère et mort le 26 mai 2013 dans son village natal, est un moniteur de ski français.
Il est essentiellement connu pour être le moniteur de ski de Jean-Claude Dusse, dans le film Les Bronzés font du ski,.

## Biographie
Né dans le village du Fornet, Fernand Bonnevie commence le ski très jeune pour se rendre à diverses activités comme la messe ou le catéchisme, à Val-d'Isère. À partir des années 1930, il commence à travailler en participant à la construction de la 1re route allant de la vallée de la Tarentaise à la vallée de la Maurienne, La route de l'Iseran.
Ensuite, à l'arrivée des premiers skieurs à Val-d'Isère, Fernand Bonnevie décide d'ouvrir une école de ski avec son frère et trois amis. Il raconte que c'était « une école de misère. On n'était pas de bons skieurs. On donnait des cours en montagne. Les élèves avaient en moyenne 45 à 60 ans ».
En 1937, l'école nationale de ski de Val-d'Isère est créée. Durant l'année 1938-1939, Fernand Bonnevie réussit son examen de moniteur et est embauché par la station. Il obtient le matricule 51. Ensuite, il est convoqué pour partir à la guerre.
Fernand Bonnevie a exercé son métier de moniteur de ski à Val-d'Isère pendant une soixantaine d'années et a eu de prestigieux élèves comme Jean Gabin ou Valéry Giscard d'Estaing. Il a pris sa retraite à l'âge de 80 ans.
Ancien doyen de la ville de Val-d'Isère,, un chalet porte son nom.
En 2012, il a cinq enfants, douze petits enfants et une quinzaine d'arrières petits enfants. Entouré par sa famille, il meurt le 26 mai 2013 à Val-d'Isère à l'âge de 98 ans. Il est incinéré le 28 mai dans ce même village.

## Les Bronzés font du ski
En 1979, Patrice Leconte tourne avec la troupe du Splendid, le deuxième volet de la saga des Bronzés, Les Bronzés font du ski. Le réalisateur, qui désire « un vrai moniteur savoyard avec l'accent et le visage buriné par la réverbération du soleil sur la neige », décide de l'embaucher pour qu'il joue son propre rôle. Fernand Bonnevie devient donc le moniteur de ski de Jean-Claude Dusse, personnage interprété par Michel Blanc.
Les Bronzés font du ski connaît un succès moindre que celui du premier opus lors de sa sortie en salle. Il devient, au fil des années, l'un des films culte du cinéma français. Plusieurs répliques sont restées célèbres, notamment celles de Fernand Bonnevie qui, lors des cours de ski, rabâche à Jean-Claude Dusse le « planté de bâton », ou lorsqu'il lui propose d'aller « boire un verre de vin chaud ». Cette dernière réplique aurait pu ne pas être gardée dans le film, car Fernand Bonnevie avait peur « qu'on prenne tous les moniteurs de ski pour des poivrots ».
Lors d'une rediffusion du film en 2008, Fernand Bonnevie raconte qu'on lui parle toujours du "planté du bâton" et que « pendant des années, on a frappé à ma porte. Même les Japonais sont venus ! ». Il ajoute « le planté du bâton, ça n'existe plus. Aujourd'hui, les skieurs vont beaucoup trop vite ! ».
Interrogé en 2012, son petit-fils le décrit comme « quelqu'un qui a beaucoup de charisme », avant d'ajouter « le film n'a pas changé sa vie. Il est resté moniteur. Devenu une star à Val-d'Isère, ses répliques sont restées cultes ».

## Filmographie
- 1979 : Les Bronzés font du ski de Patrice Leconte : le Moniteur de ski de Jean-Claude Dusse (« le planté de bâton »)